# Jurij Pavlovics Falin
Jurij Pavlovics Falin (oroszul: Юрий Павлович Фалин; Moszkva, 1937. április 2. – Moszkva, 2003. november 3.) szovjet válogatott orosz labdarúgó-középpályás.
A szovjet válogatott tagjaként részt vett az 1958-as labdarúgó-világbajnokságon.